# 鬼帝の剣
「鬼帝の剣」（きていのつるぎ）は、ALI PROJECTの楽曲。宝野アリカが作詞、片倉三起也が作曲を手掛けた。ALI PROJECTの23枚目のシングルとして2008年11月19日にFlyingDogから発売された。

## 概要
CBC、TBS、サンテレビ他各局放送のテレビアニメ『鉄のラインバレル』のオープニングテーマに起用された。2008年9月10日、同アニメの公式サイトにて発表された。『コードギアス 反逆のルルーシュ R2』に引き続いて、いわゆるロボットアニメでのテーマソングとなった。ジャケットのイメージは「オリエンタル女帝」。
ミュージック・ビデオは2008年10月7日に撮影された。
ベストアルバム『桂冠詩人 SINGLE COLLECTION PLUS』にはオーケストラ・ヴァージョンが新録されている。
一部の店舗で先着購入特典としてロングポスターが貰えた。
コナミデジタルエンタテインメントの音楽ゲーム、jubeat ripplesに収録された。

### キャッチコピー
朱く熱く燃える　わが太陽
この世の何処かで　凍りつき眠る真実

## 収録曲
1. 鬼帝の剣 [4:32]
  - サビにエルネスト・レクオーナの『キューバ舞曲集 Ahi Viene el Chino』が引用されている。
  - イントロにBUNKER 8 DIGITAL LABS社のソフト音源『HYBRIDIZER 3』より「Alameida Rita」が利用されている。
2. 亡骸の女 [4:36]
  - 1番～2番、2番～3番の間奏にBIG FISH AUDIO社のサンプル音源『SYMPHONIC MANOEUVRES』より「Winter Solace[6]」が利用されている。
3. 鬼帝の剣（instrumental）
4. 亡骸の女（instrumental）

- 作詞：宝野アリカ
- 作曲・編曲：片倉三起也